# Favonius (genre)
Pour les articles homonymes, voir Favonius.
Genre
Favonius est un genre de lépidoptères (papillons) de la famille des Lycaenidae et de la sous-famille des Theclinae.

## Systématique
Le genre Favonius a été décrit par Atuhiro Sibatani et Shūshirō Itō en 1942.
Son espèce type est Dipsas orientalis Murray, 1875.

## Liste des espèces
- Favonius cognatus (Staudinger, 1892) dans le nord-est de la Chine et en Corée.
  - Favonius cognatus cognatus
  - Favonius cognatus ackeryi (Fujioka, 1994)
  - Favonius cognatus latifasciatus (Shirôzu et Hayashi, 1959) au Japon.
- Favonius jezoensis (Matsumura, 1915) au Kuriles et au Japon.
  - Favonius jezoensis jezoensis
  - Favonius jezoensis azumajamensis (Kanda, 1994) ;
  - Favonius jezoensis daisenensis (Tanaka, 1941) ;
  - Favonius jezoensis magnificans Murayama, 1953 ;
- Favonius korshunovi (Dubatolov et Sergeev, 1982) dans le nord-est de la Chine.
  - Favonius korshunovi korshunovi
  - Favonius korshunovi macrocercus (Wakabayashi et Fukuda, 1985)
  - Favonius korshunovi shinichiroi Fujioka, 2003 ;
- Favonius latimarginata Murayama, 1963 ; au Japon.
- Favonius leechi (Riley, 1939) au Szechwan.
- Favonius orientalis (Murray, 1875) dans le nord-est de la Chine.
  - Favonius orientalis orientalis
  - Favonius orientalis shirozui Murayama, 1956 ;
  - Favonius orientalis schischkini Kurentzov, 1970 ;
- Favonius quercus (Linnaeus, 1758)  ou Neozephyrus quercus — Thècle du chêne en Afrique du Nord, Europe et Asie Mineure.
  - Favonius quercus iberica (Staudinger, 1901) présent au Maroc, en Algérie et en Espagne.
  - Favonius quercus interjectus (Verity, 1919)
  - Favonius quercus longicaudatus (Riley, 1921) en Turquie, Azerbaïdjan et dans de l'ouest de l'Iran.
- Favonius saphirinus (Staudinger, 1887) dans le nord-est de la Chine et en Corée.
  - Favonius saphirinus saphirinus
  - Favonius saphirinus graeseri Dantchenko, 2000 ;
  - Favonius saphirinus jezonicus Murayama, 1953 ;  au Japon.
  - Favonius saphirinus nipponicus Murayama, 1953 ;  au Japon.
  - Favonius saphirinus okadai Kowaya, 1996 ;
  - Favonius saphirinus oseanus Murayama, 1953 ;  au Japon.
  - Favonius saphirinus pedius (Leech, 1894) ;
- Favonius taxila (Bremer, 1861) dans le nord-est de la Chine, en Corée et au Japon.
  - Favonius taxila taxila
  - Favonius taxila jozanus (Matsumura, 1915) au Japon.
  - Favonius taxila xinlongensis Murayama, 1991 dans le centre de la Chine
- Favonius ultramarinus (Fixsen, 1887) dans le nord-est de la Chine, en Corée et au Japon.
  - Favonius ultramarinus ultramarinus en Corée.
  - Favonius ultramarinus borealis (Murayama, 1953) au Japon.
  - Favonius ultramarinus hayashii (Shirôzu, 1953) au Japon.
  - Favonius ultramarinus okumotoi (Koiwaya, 1996) ;
  - Favonius ultramarinus suffusa (Leech, 1894) ;
- Favonius unoi Fujioka, 2003.
- Favonius watanabei Koiwaya, 2002 ; au Myanmar.
- Favonius yuasai Shirôzu, 1948 au Japon.
  - Favonius yuasai coreensis Myrayama, 1963 ; dans le sud de la Corée.